# Vicia pectinata
Vicia pectinata är en ärtväxtart som beskrevs av Richard Thomas. Lowe. Vicia pectinata ingår i släktet vickrar, och familjen ärtväxter. Inga underarter finns listade i Catalogue of Life.